# Laurent Siebenmann

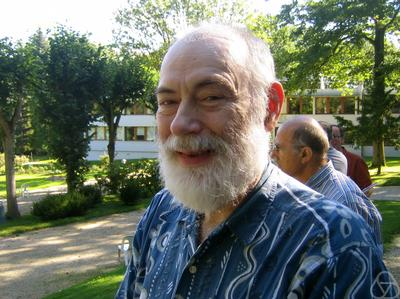
Laurent Siebenmann am IHÉS, 2007

Laurent Carl Siebenmann (manchmal auch als Laurence Siebenmann zitiert; * 1939 in Toronto) ist ein kanadisch-französischer Mathematiker, der sich mit Topologie beschäftigt.
Siebenmann wurde 1965 an der Princeton University bei John Milnor promoviert (The Obstruction to Finding a Boundary for an Open Manifold of Dimension Greater than Five). Er ist Professor an der Universität Paris-Süd in Orsay.
Siebenmann ist für seine Arbeiten Anfang der 1970er Jahre mit Robion Kirby über die Klassifikation und Bestimmung von Obstruktionen für PL-Strukturen auf topologischen Mannigfaltigkeiten bekannt, daraus entstand die nach ihnen benannte Kirby-Siebenmann-Invariante.
Zu seinen Doktoranden gehören Michel Boileau, Francis Bonahon, Albert Fathi und Jean-Pierre Otal.
Er ist Fellow der American Mathematical Society.

## Schriften
- Kirby, Siebenmann: Foundational Essays on Topological Manifolds, Smoothings, and Triangulations. Annals of Mathematical Studies, Princeton 1977, PDF-Datei.
- Kirby, Siebenmann: On the triangulation of manifolds and the Hauptvermutung. Bull. Amer. Math. Soc.  75  1969 742–749. (Obstruktionen für Triangulierbarkeit und für Isotopien zwischen Triangulierungen)
- Siebenmann: Topological manifolds.  Actes du Congrès International des Mathématiciens (Nice, 1970), Tome 2,  pp. 133–163. Gauthier-Villars, Paris, 1971.
- Siebenmann: Approximating cellular maps by homeomorphisms. Topology  11  (1972), 271–294.
- Siebenmann: Deformation of homeomorphisms on stratified sets. I, II. Comment. Math. Helv.  47  (1972), 123–136; ibid. 47 (1972), 137–163.
- Bonahon, Siebenmann: The characteristic toric splitting of irreducible compact 3-orbifolds. Math. Ann.  278  (1987),  no. 1–4, 441–479. (JSJ-Zerlegung für Orbifolds)